# Lisu
Lisu (布朗族, pinyin: Bùlǎngzú) er en folkegruppe i Bagindien og Kina. De udgør et af de 55 offentlig anerkendte minoritetsfolk i Folkerepublikken Kina. Ifølge folketællingen i 2000 var der 634.912 af dem i Kina, de fleste i provinserne Yunnan og Sichuan.
De findes også i Burma, Thailand og i den indiske forbundsstat Arunachal Pradesh.
Protestantisk kristendom står stærkt blandt lisuerne. Protestantiske missionærer begyndte at virke blandt lisufolket tidligt i 1900-tallet. Den første missionær som arbejdede blandt lisuerne i Yunnanprovinsen i Kina var den britiske China Inland Mission-missionæren James O. Fraser, som også udviklede deres skriftsprog og Fraser-alfabetet, som med nogen modifikationer i dag er officielt anerkendt og brugt af de kinesiske myndigheder.
Der er i dag (2007) omkring 300.000 protestanter blandt lisuerne i Kina og Burma (men næsten ingen blandt Thailands lisuer). I et stort antal landsbyer omfatter kirkemedlemsskabet godt over halvdelen af befolkningen. Lisukirken har både Bibelen og en salmebog på sit sprog.